# 郭中
郭中（1518年—？），字子立，號玄池，河南開封府祥符縣人，民籍，明朝政治人物。

## 生平
嘉靖十九年（1540年）庚子科河南鄉試第九名舉人。嘉靖二十六年（1547年）中式丁未科會試第九十三名，登第三甲第一百七十九名進士。都察院觀政，授山东乐安知县，升常州府同知、廣平府知府。

## 家族
曾祖郭泰，曾任壽官；祖父郭昂，儀賓；父郭鳳儀，知府、按察副使。母劉氏。兄郭南（监生）；弟郭西；郭朔，俱生员。子郭坤。